# Jean Tinguely
Jean Tinguely (ur. 4 maja 1925 we Fryburgu, zm. 30 sierpnia 1991 w Bernie) – szwajcarski malarz i rzeźbiarz.

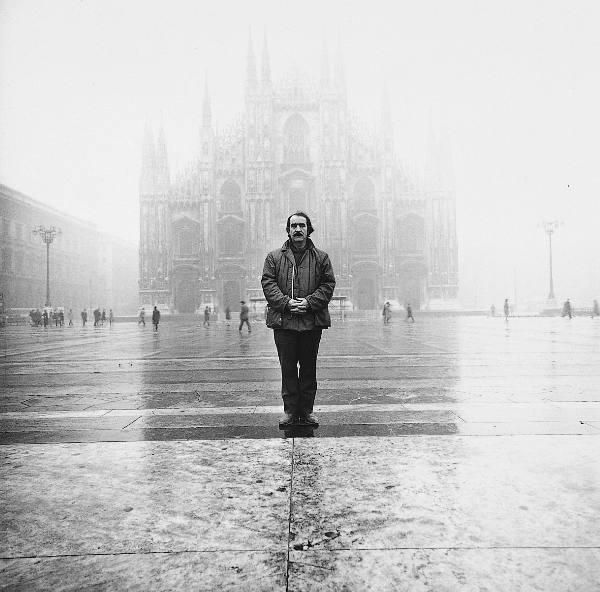
Jean Tinguely w Mediolanie. Foto: Lothar Wolleh.

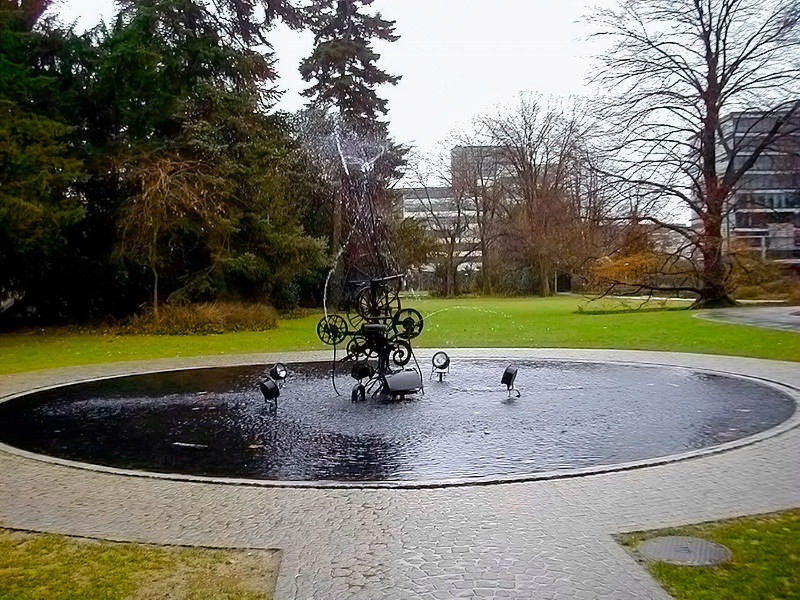
Fontanna przed Muzeum Jeana Tinguely’ego w Bazylei

Większą część dorosłego życia spędził w Paryżu (gdzie zamieszkał w 1952) i był czołową postacią francuskiej awangardy lat 50. oraz 60. XX wieku. Należał do ruchu Nouveau réalisme (nowy realizm). Zasłynął jako twórca ruchomych rzeźb-machin i instalacji. Dzięki nim jest uważany za przedstawiciela tzw. sztuki kinetycznej.
Przez wiele lat jego życiową i artystyczną partnerką była Niki de Saint Phalle. Razem stworzyli m.in. Fontannę Strawińskiego przed Centrum Pompidou w Paryżu. W 1996 w Bazylei zostało otwarte muzeum jego imienia. Kolekcję prac Jeana Tinguely oraz Niki de Saint Phalle można znaleźć również we fryburskim Espace Jean Tinguely − Niki de Saint Phalle.